# Zikmund Děčínský z Vartenberka
Zikmund Děčínský z Vartenberka († 1439?) byl český šlechtic z rodu pánů z Vartenberka. Během svého života významně, i když ne vždy legálně, rozšířil vartenberské panství v severozápadních Čechách. Bojoval se všemi svými sousedy a zejména s lužickým Šestiměstím. Na počátku husitských válek stál na straně krále Zikmunda. Roku 1426 přestoupil na stranu husitů, ale po bitvě u Lipan patřil k umírněné šlechtě a bojoval proti radikálním husitům. Po korunovaci krále Albrechta Habsburského byl obviněn ze zrady, a zemřel ve vězení na hradě v Jindřichově Hradci.

## Rodina
Zikmundovými rodiči byli Jan V. Děčínský z Vartenberka a nejspíše jeho první manželka Markéta z Donína. Měl mladšího bratra Jana VI. Děčínského z Vartenberka a snad také nevlastního bratra Jana Blankenštejna. Oženil se s Markétou z Kekeřic, se kterou měl syny Jana a Jindřicha. Po manželčině smrti se podruhé oženil s Anežkou ze Šternberka, vdovou po Jindřichu Hlaváčovi z Dubé.

## Život

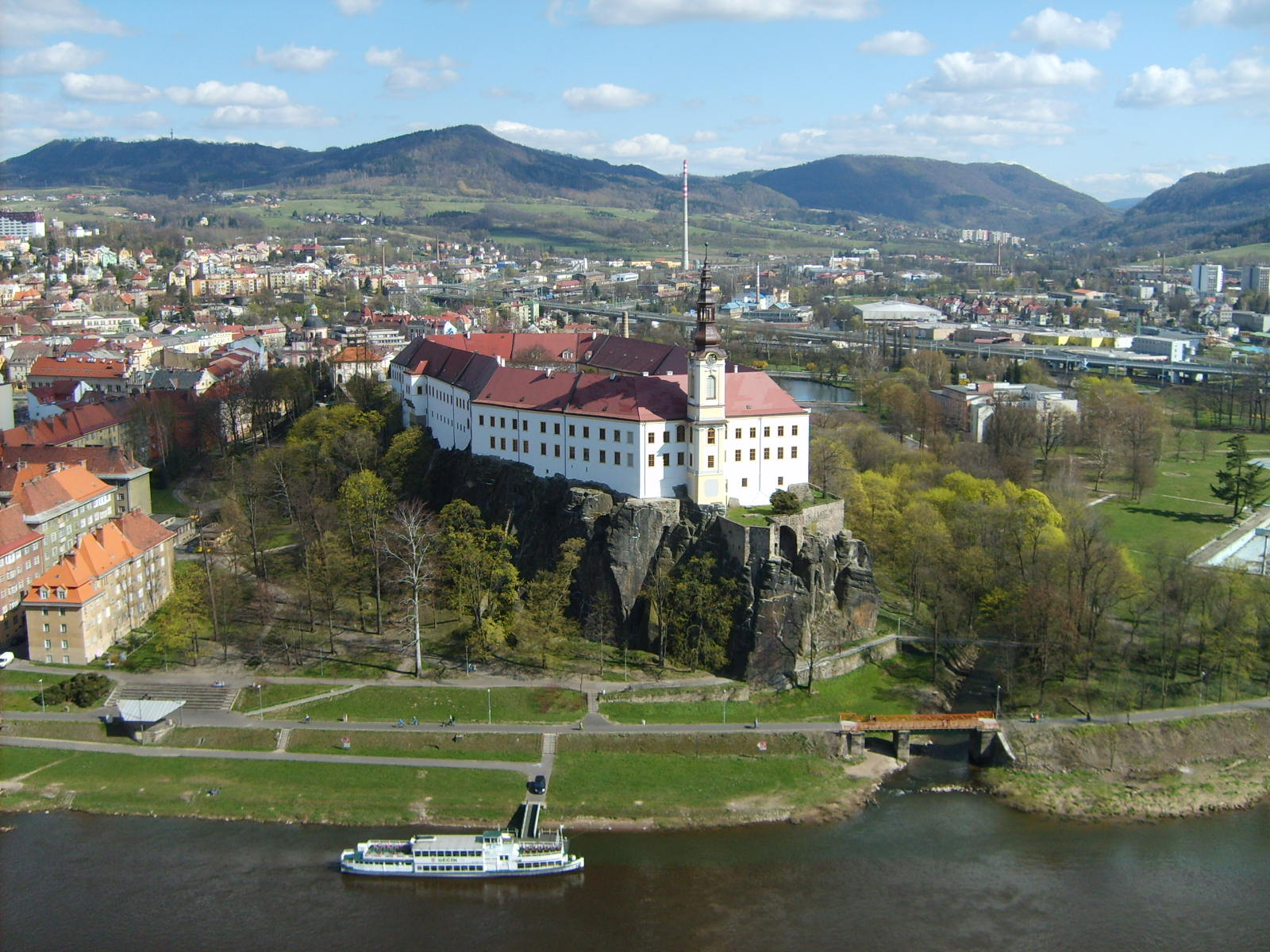
Zámek Děčín

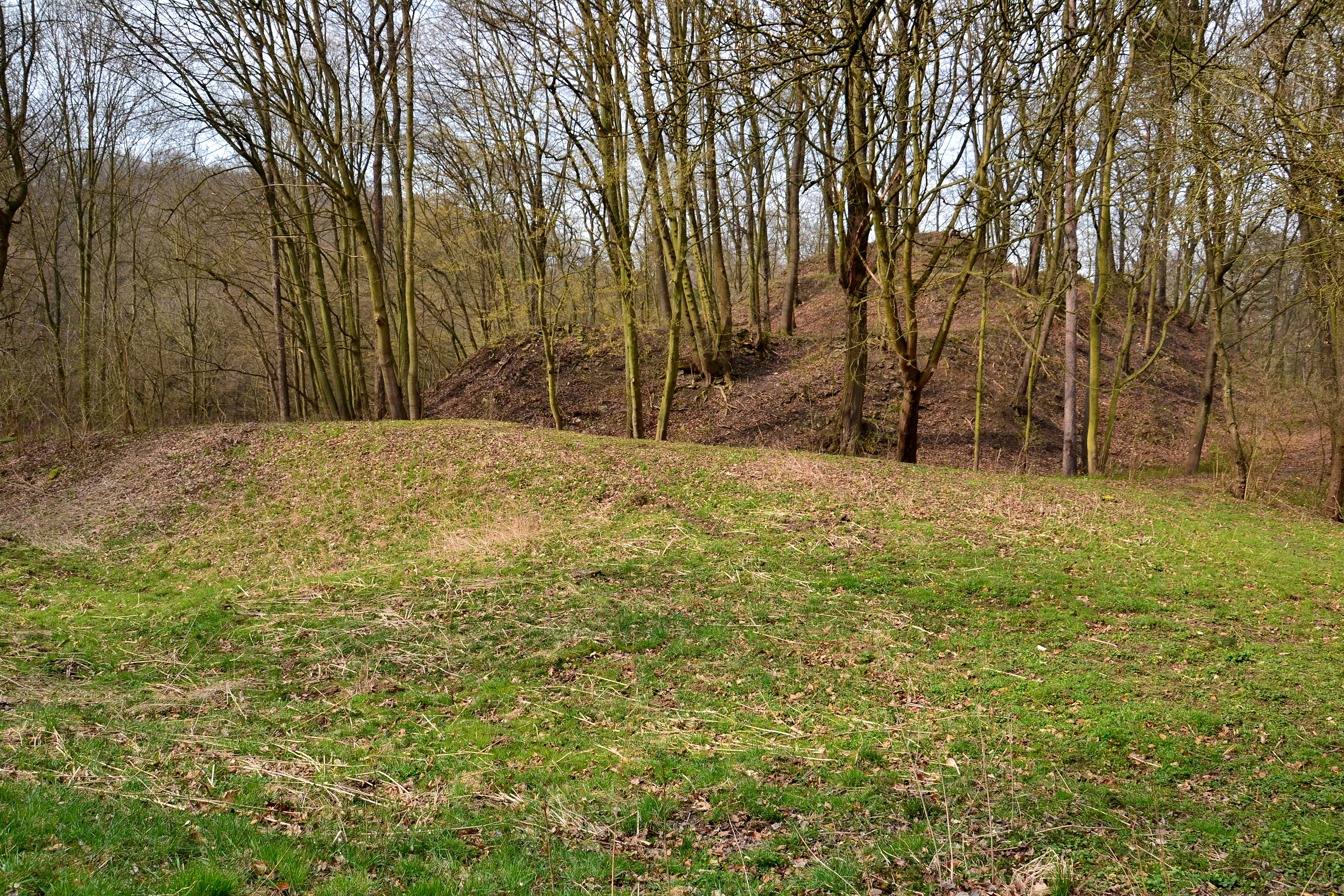
Zřícenina hradu Varta, který Zikmund po smrti svého otce vyplatil ze zástavy

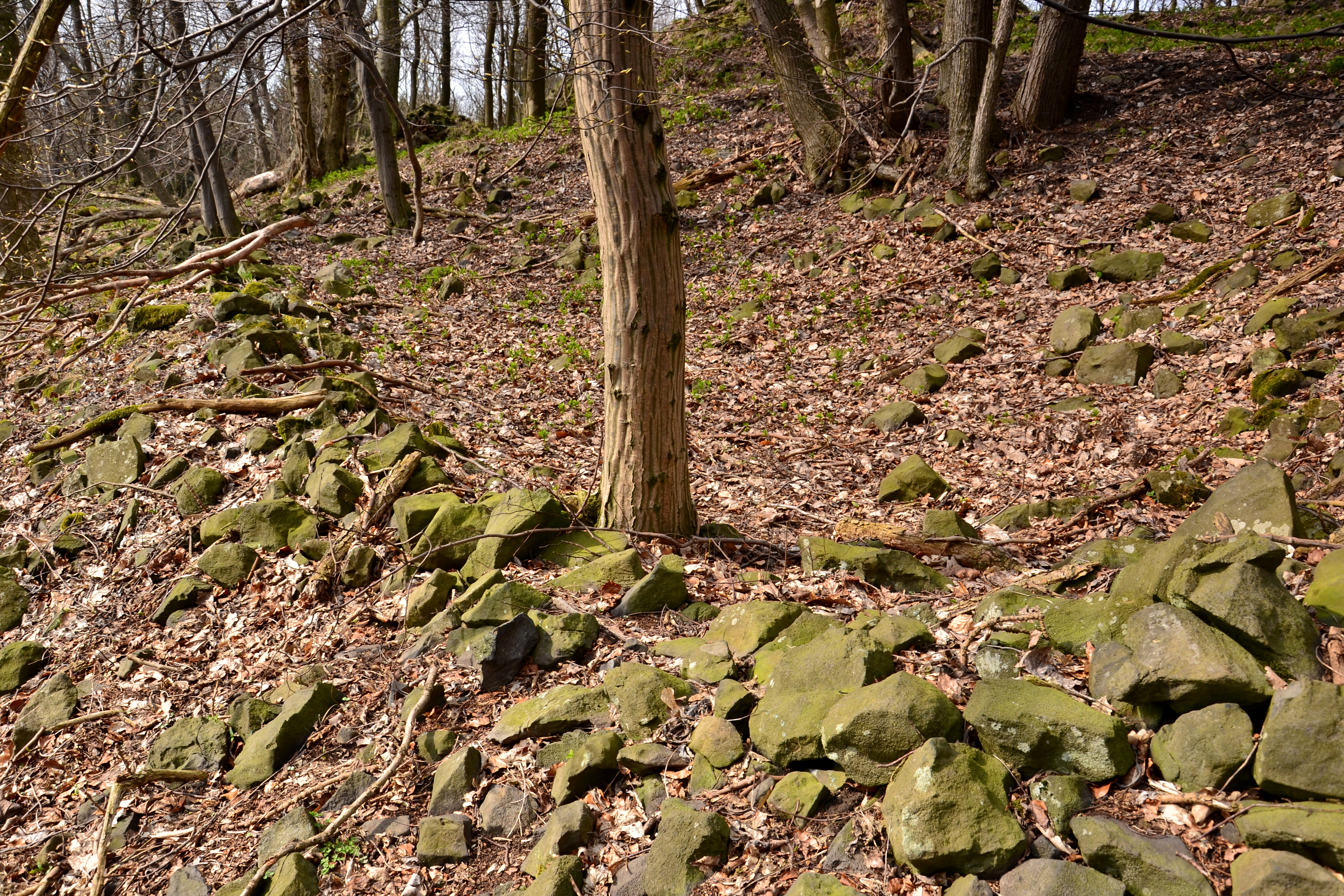
Ze Zikmundem založeného hradu Panna se dochovaly jen nevýrazné fragmenty opevnění

Z úřadů zastával funkci u zemského soudu, ve kterém zasedal v letech 1409–1416. Ačkoliv pro to neexistují žádné doklady, zastával podle Františka Palackého v letech 1415–1436 úřad nejvyššího číšníka. Pokud jej skutečně vykonával, bylo tomu tak spíše v letech 1433–1438.
Roku 1416 se Zikmund podílel na jakýchsi loupežích, a byl obviněn z rušení zemského míru. Vojsko krále Václava IV. ze stejného důvodu dobylo hrad Blansko a Zikmund v téže době přišel o svůj Vrabinec. Král potom oba hrady zastavil svým stoupencům.
Na počátku husitských válek v roce 1420 tvořila Zikmundova družina část posádky Pražského hradu. Dne 17. dubna byli Zikmund a jeho příbuzný Jan Chudoba z Ralska zajati Čeňkem z Vartenberka, který je přijel na hrad navštívit, a o několik týdnů později je vydal pražanům. Oba zajatci byli brzy propuštěni.
Roku 1421 Zikmundovy oddíly podpořily katolické vojsko, které zatlačilo husity od obléhaného Mostu a koncem léta téhož roku neúspěšně obléhaly nově založený hrad Kalich husitského hejtmana Jana Žižky. Zikmund ve stejné době založil hrad Panna a o něco později nejspíše také hrad Litýš. Neúspěšný byl Zikmundův útok na husitské Litoměřice roku 1422. Naopak hned v roce 1423 husité dobyli Pannu a vypálili Děčín, kde se ubránil jen tamní hrad.
Pravděpodobně krátce před bitvou u Ústí Zikmund přešel na stranu husitů. Zřejmě ho k tomu donutila tíseň, protože jeho žádosti o pomoc z Lužice nebyly vyslyšeny. Vzápětí po bitvě jeho vojsko považované za spojence obsadilo hrad Blansko, ale samotného Zikmunda o něco později zajal jeho katolický příbuzný Jan Chudoba z Ralska. Uvěznil ho na Ralsku, ale nejpozději na jaře roku 1427 byl Zikmund propuštěn. S Janem Smiřickým ze Smiřic a Zajíci z Hazmburka poté roku 1428 bojoval proti radikálnímu pražskému svazu. Jejich vojsko dobylo hrad Kamýk a po porážce pražanů v bitvě u Budyně nad Ohří Zikmund samostatně dobyl Úštěk husitského hejtmana Václava Cardy z Petrovic, který byl v bitvě zajat.
Ještě roku 1428 Zikmund koupil hrad Falkenštejn s Chřibskou a Kamenicí, nad kterou nechal založit hrad kamenický hrad jako náhradu za Fredevald, který patřil Jitce z Hazmburka.
Roku 1433 v Žitavě potupným způsobem popravili Jana mladšího z Ralska viněného z neúspěšného útoku na Grabštejn, což vedlo jeho příbuzné Vartenberky k zahájení desetileté války proti Šestiměstí. V čele rodu stál Zikmund Děčínský. Přestože byl zdatným válečníkem, nebylo v jeho silách postavit dostatečně velké vojsko, které by Lužici porazilo, a proto se Zikmund uchýlil především k rychlým nájezdům, přepadům a plenění nepřátelského území.
Bitvy u Lipan se Zikmund nezúčastnil a po ní se podílel na ničení posádek husitských radikálů. Získal Českou Lípu, Milčany a roku 1435 dobyl spolu s lužickými oddíly Grabštejn. Jeho válka s Lužicí však dále trvala a její vojsko oblehlo Zikmundovy hrady Arnstein a Děčín. Aby zabránil jejich dobytí, uzavřel Zikmund se svými nepřáteli příměří. Uvolněné vojáky využil k obležení a dobytí Panny a nejspíše i Kalichu na býčkovickém panství. Podle císaře Zikmunda však postupoval pomalu, a proto mu císař býčkovické panství odebral a přenechal je Heníkovi z Valdštejna a Skal, který patřil mezi nepřátele Zikmunda z Vartenberka. Po kořistné výpravě na saské území byl roku 1437 na oplátku dobyt Zikmundův hrad Arnstein.
Roku 1438 byl Zikmund Děčínský přítomen korunovaci krále Albrechta Habsburského a zúčastnil se tažení proti Táboru. Přesto byl obviněn z plánování královy vraždy, a král ho nechal zajmout a uvrhnout do vězení. Není známo, kdo pravděpodobně křivé obvinění vznesl, ale mohl to být někdo z řady Zikmundových soupeřů a nepřátel – Šestiměstí, Jan Smiřický nebo Jakoubek z Vřesovic. Zikmundovým věznitelem se stal Menhart II. z Hradce, který ho nechal zavřít ve věži jindřichohradeckého hradu. Vartenberkové v té době ustali s vojenskými akcemi, protože doufali v Zikmundovo propuštění. Brzy na jaře roku 1439 prudce zaútočili na přívržence krále Albrechta, a proto se předpokládá, že Zikmund předtím ve vězení zemřel. Písemná zpráva o jeho smrti pochází až ze září roku 1439.